# یانیک زایدنبرگ
یانیک زایدنبرگ (آلمانی: Yannic Seidenberg؛ زادهٔ ۱۱ ژانویهٔ ۱۹۸۴) بازیکن هاکی روی یخ اهل آلمان است.